# Molí d'en Güell
Molí d'en Güell és una obra del municipi de Gósol (Berguedà) inclosa en l'Inventari del Patrimoni Arquitectònic de Catalunya.
Al costat del molí hi ha un pont medieval al qual se li ha adossat un pont modern de formigó perquè puguin passar els vehicles. Sota el pont existeix una font, a la qual es pot accedir per unes escales. El riu que el travessa és l'Aigua de Valls. A l'altra banda del riu, l'oposada al Molí d'en Güell, hi ha una casa antiga, de masovers, restaurada i habitada; a baix, vora el riu, hi tenen una minicentral hidroelèctrica.

## Descripció
És un molí fariner que reprodueix l'estructura d'una masia clàssica coberta a dues aigües amb el carener perpendicular a la façana de migdia. El molí s'adapta al terreny desnivellat i l'entrada a l'habitatge és al mur de llevant; aquesta ocupa el primer pis del molí. A la planta baixa i a la construcció situada en un nivell inferior hi trobem la maquinària del molí, mecanismes que es modernitzaren a principis del segle XX tot i que es conserven les moles dels segles XVII i XVIII.

## Història
Situat al peu de la riera de l'aigua de Valls, fou construït a finals del s. XVII o principis del s. XVIII, propietat de la veïna masia de la Collada; en aquesta època també es construí el pont d'un sol ull que facilitava el pas cap al nucli de Bonner i Peguera. El molí fou molt actiu durant tot el s. XIX i fins a principis del s. XX quan es modernitzà, arribant a funcionar com una autèntica farinera. Restà actiu fins després de la guerra civil (1936- 1939).
La denominació tradicional a la zona és Molí de Güell, i probablement tingui relació amb el fet que aquí el riu i el camí formen un gual, el més transitable entre Fanés i Valls. Güell seria un diminutiu de Gual i, per tant, "Molí de Güell" és la grafia correcta.